# Обернена генетика

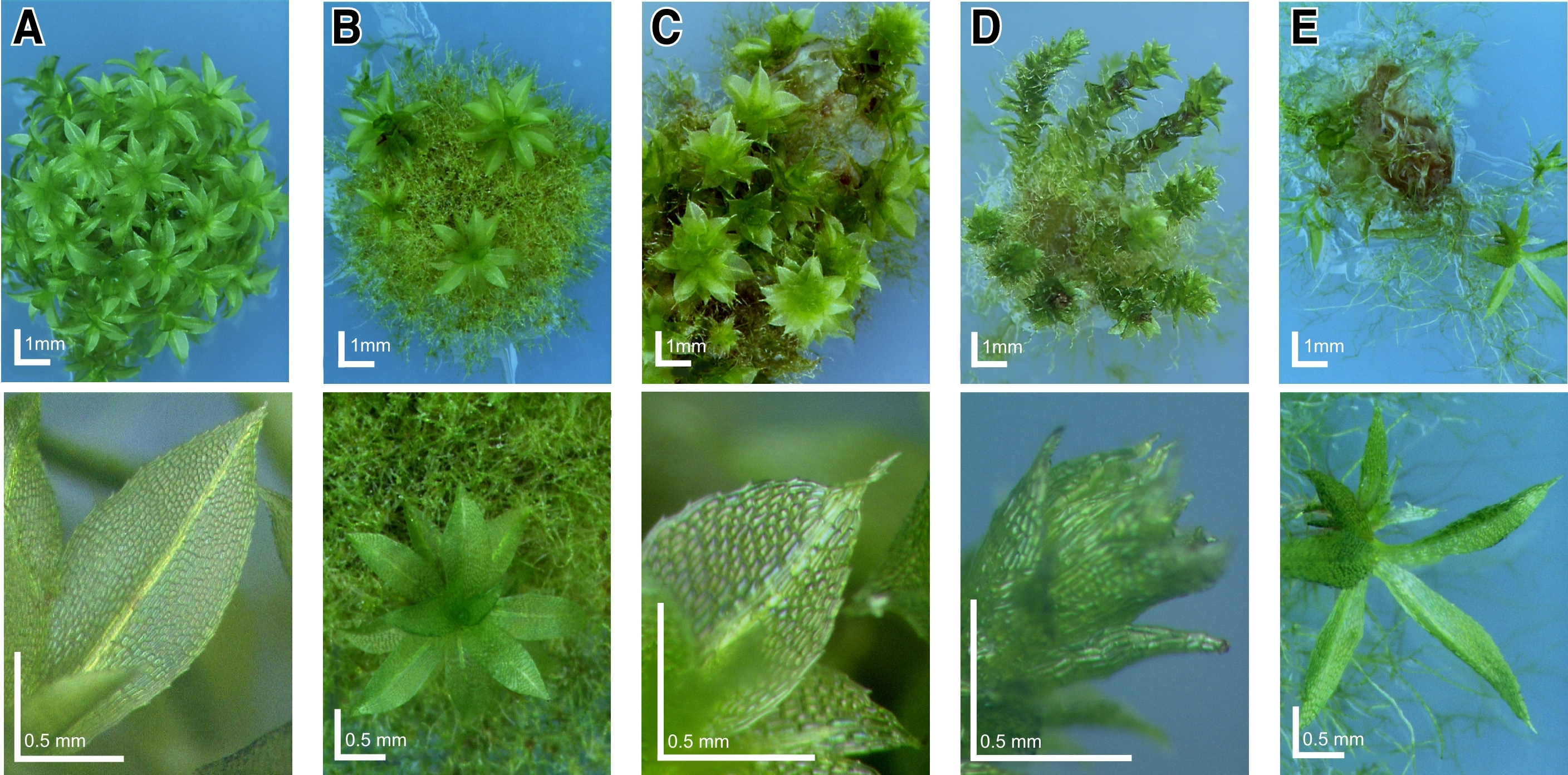
Physcomitrella patens дикого типу (A) та мохи-нокаути (BD): девіаційні фенотипи, індуковані в трансформантах бібліотеки з руйнуванням генів. Фіскомітрели дикого типу та трансформовані рослини вирощували на мінімальному середовищі Knop, щоб викликати диференціацію та розвиток гаметофорів. Для кожної рослини показані огляд (верхній ряд; шкала шкали відповідає 1 мм) і зблизька (нижній ряд; шкала шкали дорівнює 0,5 мм). В: Гаплоїдна рослина моху дикого типу, повністю покрита листяними гаметофорами та зблизька, листя дикого типу. B – D: Різні мутанти.

Зворотня (зворотна) генетика (eng. Reverse genetics) - це метод молекулярної генетики, який використовується для розуміння функції генів шляхом аналізу фенотипічних ефектів, викликаних генною інженерією специфічних послідовностей нуклеїнових кислот у межах гена. 
У той час як пряма генетика прагне знайти генетичну основу фенотипу чи ознаки, зворотна генетика прагне виявити, які фенотипи контролюються певними генетичними послідовностями.

Діаграма, що ілюструє процес розробки вакцини проти пташиного грипу методами зворотної генетики

У зв'язку з накопиченням величезної кількості інформації про послідовності генів, в даний час, для виявлення функцій генів, часто використовують методи зворотньої генетики. Дослідники маніпулюють послідовностями генів, змінюючи або вимикаючи той чи інший ген, і аналізують, до яких змін це призводить. Це шлях зворотної генетики: від гена до ознаки/фенотипом. Пряма і зворотна генетика – не взаємовиключні підходи, а доповнюють один одного у вивченні функції гена.

## Основні методи зворотного генетики

### Заміщення гена/дизрупція гена шляхом гомологічної рекомбінації
Цілеспрямована зміна послідовності гена та дослідження наслідків таких змін.
У бактерій, тварин, дріжджів для цієї мети використовують трансформацію клітин, засновану на гомологічній рекомбінації. Однак у рослин гомологічна рекомбінація практично нездійсненна, що пояснюється особливостями системи рекомбінації у рослин. При трансформації рослин екзогенна ДНК вбудовується в ділянку ДНК господаря випадковим чином, а вбудовування по гомології відбувається дуже рідко. 
Однак, існує виняток з цього правила – гаплоїдний мох Physcomitrella patens, у якого частота гомологічної рекомбінації досягає 100%. Оскільки мохи характеризуються спільними з іншими вищими рослинами типами гормонів, механізмами відповіді на стрес і дія світла, особливостями диференціювання клітин і т. д., цей мох виявився дуже зручним модельним об'єктом для вивчення базових процесів біології рослин.

### РНК-інтерференція/генний сайленсинг
Використання малих РНК для регуляції активності генів. Цей механізм являє собою природний механізм регуляції активності генів, опосередкований малими двуцепочечными РНК, послідовності яких комплементарны послідовності гена, активність якого вони регулюють. Мала двуцепочечная РНК, що утворюється або в результаті експресії в клітці, або екзогенна двуцепочечная РНК, наприклад представляє собою генетичний матеріал різних вірусів рослин, взаємодіє в клітці з цілим комплексом білків, що беруть участь у її процесінгу. 
У результаті формується комплекс малої РНК з білками-рибонуклеазами (RISC – RNA-induced silencing complex). Цей комплекс здійснює пригнічення транскрипції гена-мішені (гена, що містить послідовності, комплементраные малої РНК) або за рахунок розрізання транскрипту, або за рахунок репресії трансляції. Такі існуючі в природі механізми використовують для пригнічення транскрипції гена-інтересу. Рослини трансформують конструкцією, яка містить фрагменти гена-мішені у прямій та оберненій орієнтації. Внаслідок експресії такої конструкції утворюється формує шпильки двуцепочечная РНК, яка взаємодіє з білками в клітці, зазнає процесинг і разом з білками утворює комплекс RISC, пригнічує експресію гена-мішені.

### Т-ДНК-інсерційний мутагенез/T-DNA tagging
Для Т-ДНК-інсерційного мутагенезу використовують різні варіанти агробактериальных векторів, отриманих на основі Ti-плазміди Agrobacterium tume-faciens, в залежності від завдань досліджень.
У найбільш поширеному варіанті Т-ДНК-інсерційний мутагенез використовують для одержання рецесивних мутацій. В цьому випадку для трансформації використовують вектори, область Т-ДНК яких містить лише селективний маркер, необхідний для скринінгу трансформантів. 
При трансформації рослин Т-ДНК вбудовується випадковим чином в геном рослини і, як правило, викликає порушення роботи гена і призводить до втрати виконуваної ним функції. Іншим варіантом векторів, використовуваних для Т-ДНК мутагенза, є активаторні конструкції, область Т-ДНК, який містить регуляторні елементи (наприклад, енхасери). Вбудовування такого регуляторного елемента поряд з послідовністю гена призводить до активації експресії цього гена або зміни патерну його експресії. Третій тип векторів, використовуваних для Т-ДНК мутагенезу, використовують для пошуку регуляторних елементів у рослин. У цьому випадку вбудована Т-ДНК містить репортерный ген. Якщо в результаті вбудовування в геном рослини ділянка Т-ДНК, що містить репортерний ген, що потрапляє в зону дії регулятора транскрипції, то експресія репортерного активується.

### TILLING (Target Induced Local Leisons IN Genomes)
Дозволяє ідентифікувати точкові мутації в генах з відомою послідовністю.